# SFC Chibougamau

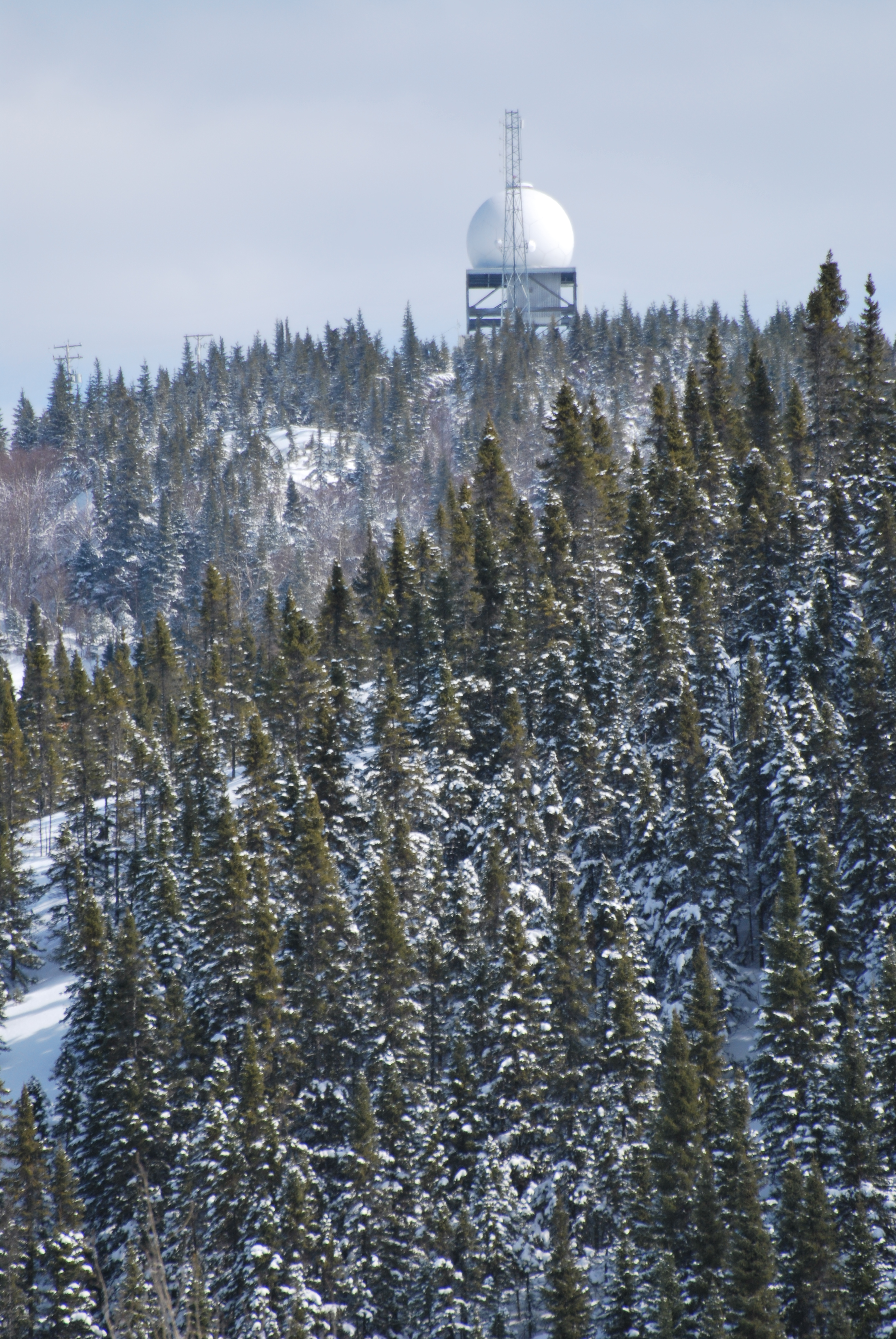
Vue de l'installation du radar de Chibougamau en 2012.

SFC Chibougamau ou CFS Chibougamau, était une station des Forces canadiennes, établie à Chibougamau entre 1962 et 1988. La station faisait partie du réseau de la ligne Pinetree, une ligne de surveillance aérienne pendant la guerre froide.

## Contexte

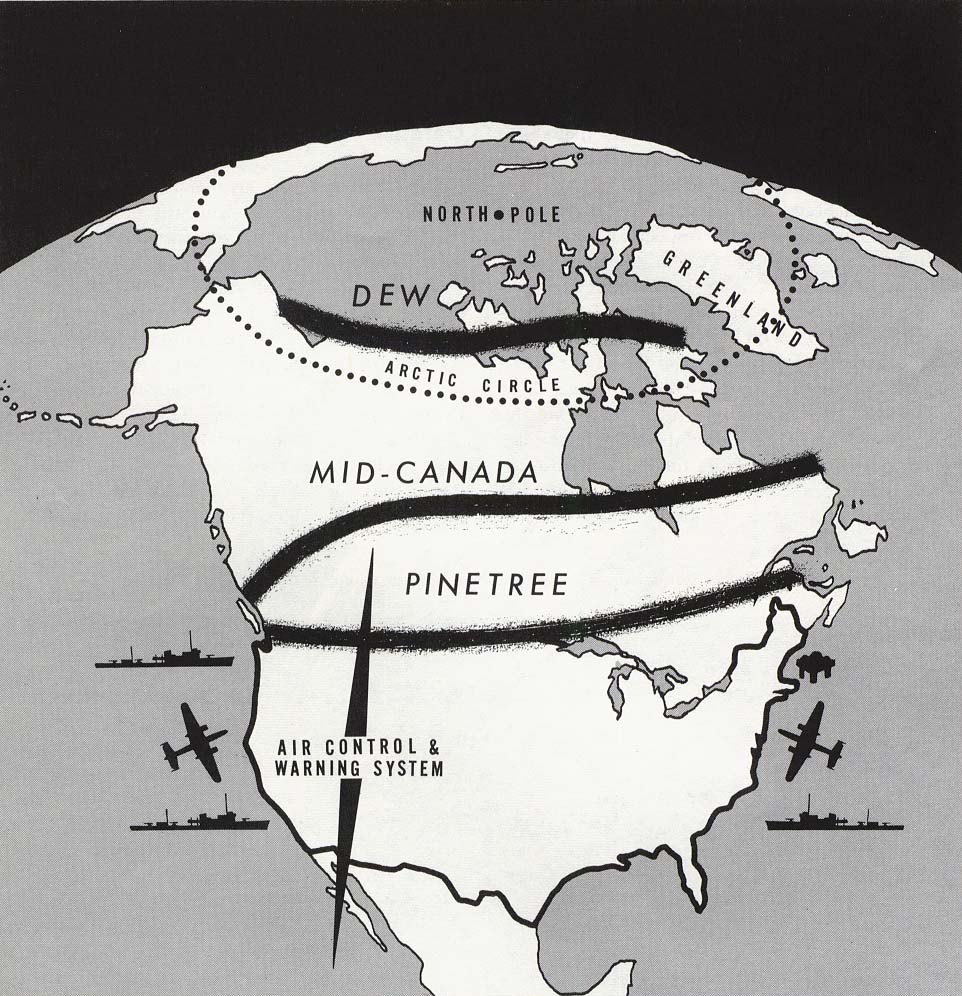
Représentation sommaire des lignes de défense aériennes en Amérique du Nord.

Au Canada, les premiers postes de radar sont installés en 1942  mais ils sont démantelés dès la fin de la Seconde Guerre mondiale. En 1946 toutefois, alors que la guerre froide se prépare, les autorités canadiennes envisagent la construction d'une ligne de radars couvrant le territoire nordique, pour se protéger d’une éventuelle attaque soviétique. Toutefois, la technologie de l'époque ne garantit pas des renseignements fiables et le projet est mis sur la glace dès 1947.
En 1949, les tensions entre les blocs de l’Ouest et de l’Est poussent le gouvernement à construire des réseaux de bases radars, afin de détecter la présence d’avion soviétique sur le territoire. La construction des bases du réseau de surveillance Pinetree, le long des 49e et 50e parallèles, débute en 1951. En 1957, on compte déjà 39 sites.
L’importance de ces lignes diminue toutefois rapidement. Au début des années 1960, la menace des missiles remplace celle des avions bombardiers. Plusieurs de ces installations de surveillance pourtant récentes, deviennent obsolètes. La ligne du Centre du Canada est démantelée dès 1965. Au cours des années suivantes, 9 stations de la ligne Pinetree sont fermées. En 1983, il ne reste que 21 stations modernisées de la ligne DEW et 24 stations de la ligne Pinetree en service.

## Station des Forces canadiennes à Chibougamau
En 1958, le gouvernement envisage la construction d'une station radar dans la région de Chibougamau. L'objectif est de contribuer à la surveillance aérienne du nord au sein de la Ligne Pinetree, mais aussi d'assurer une présence militaire dans le secteur. Deux sites sont alors à l'étude : le mont Springer, près de Chapais, et le mont Bourbeau, près de la ville Chibougamau. Le 17 octobre 1958, le maire Godefroy de Billy annonce finalement à la population de Chibougamau l’installation d’une base radar au mont Bourbeau. La construction des installations débute au cours de l’été 1960 et le premier détachement de militaire arrive le 5 septembre 1961. 114 unités de logements sont aussi construites pour y loger le personnel militaire et leurs familles. Dès le mois de mai 1962, la base est opérationnelle et la construction des installations se termine en octobre de la même année. Dès l’année suivante, la base qui accueille le 10e Escadron Radar est intégrée au système de défense SAGE (Semi-Automatic Ground Environment System) et opère une station de radio. Le 26 septembre 1967, la base radar obtient le statut de station des Forces canadiennes (SFC).
En 1983, la Défense nationale réoriente son système de surveillance aérienne avec l’utilisation de satellites. Ce changement stratégique pousse la fermeture de plusieurs stations, comme celles de Senneterre, de Moisie et de Chibougamau. La station de radio cesse ses opérations en 1984 et le 10e Escadron Radar est dissout en avril 1987. Les installations sont finalement démantelées en 1988,.
Si les civils n’y sont pas admis, les militaires en poste à Chibougamau sont intégrés à la vie de la communauté. La base militaire constitue un apport socio-économique majeur au sein de la communauté éloignée. La fermeture de la station, qui emploie près de 120 militaires et 80 civils, porte un coup dur à la municipalité. À l'époque, l'industrie minière, cœur économique de la communauté, est alors en crise et près de la moitié des emplois de mineurs ont été perdus. Cette nouvelle fermeture est difficile à encaisser,.

## Blason et devise
La devise de la station est : Intrus prenez garde.
Le blason de la station représente un grand-duc, affronté, et perché sur une branche de pin. L'oiseau originaire du Canada est réputé pour sa vigilance, rôle de la station. La branche de pin évoque la Ligne Pinetree et fait référence à la végétation de la région.

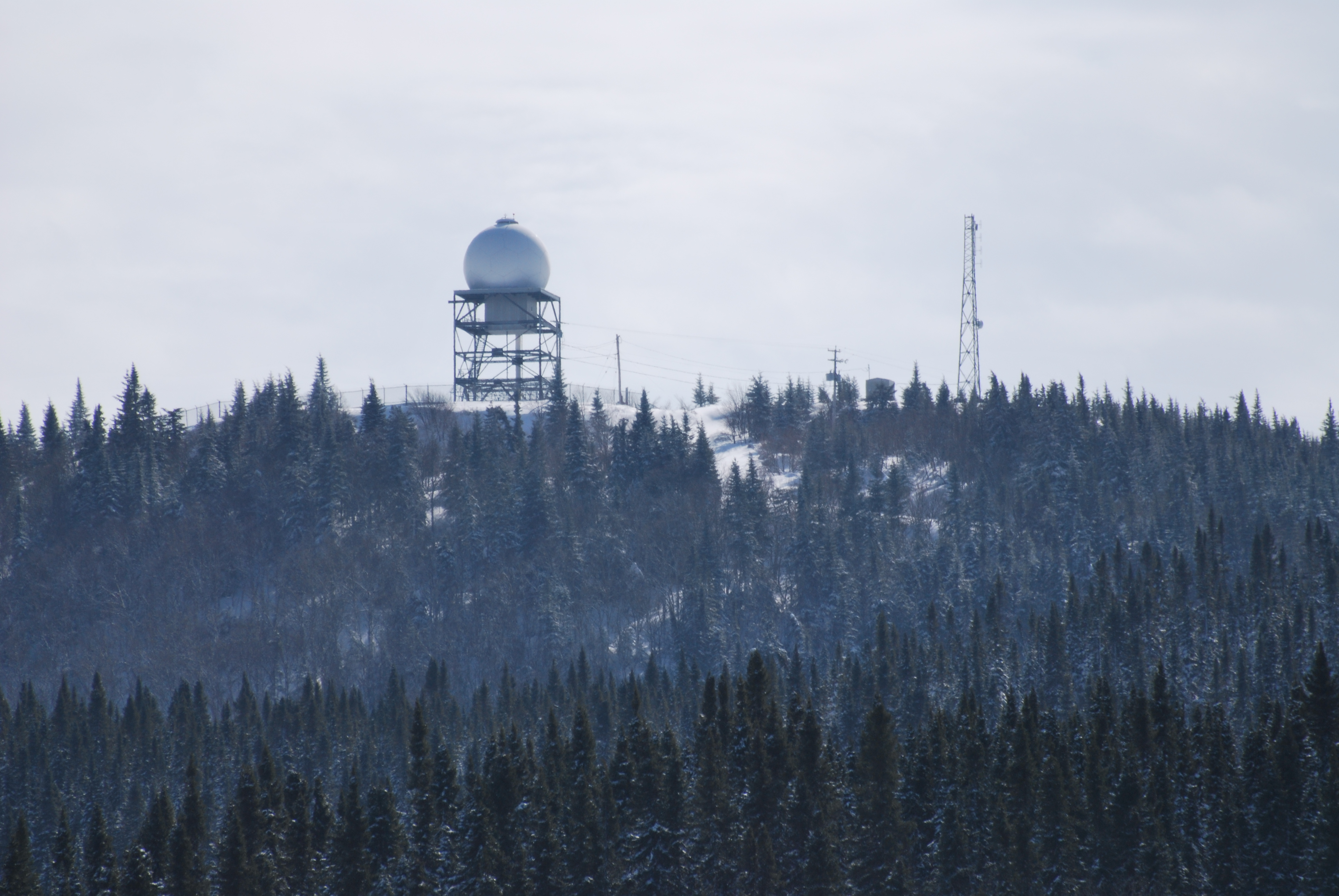
Vue de l'installation du radar de Chibougamau en 2012.

## Vestiges
La plupart des bâtiments et installations militaires annexées à la municipalité ont été démantelées ou réaffectés. Un des rares rappels de la présence militaire à Chibougamau est la rue des Forces Armées. Il subsiste aussi une antenne commémorative, inaugurée le 13 octobre 1981 pour souligner cette présence. Celle-ci, provenant du dépôt de SFC Sioux Lookout est identique à la plus petite des antennes radar du mont Bourbeau. 